# From Enslavement to Obliteration
From Enslavement to Obliteration – drugi studyjny album zespołu Napalm Death, wydany w roku 1988.

## Lista utworów
1. „Evolved as One” – 3:13
2. „It's a M.A.N.S World!” – 0:54
3. „Lucid Fairytale” – 1:02
4. „Private Death” – 0:35
5. „Impressions” – 0:35
6. „Unchallenged Hate” – 2:07
7. „Uncertainty Blurs the Vision” – 0:40
8. „Cock-Rock Alienation” – 1:20
9. „Retreat to Nowhere” – 0:30
10. „Think for a Minute” – 1:42
11. „Display to Me...” – 2:43
12. „From Enslavement to Obliteration” – 1:35
13. „Blind to the Truth” – 0:21
14. „Social Sterility” – 1:03
15. „Emotional Suffocation” – 1:06
16. „Practice What You Preach” – 1:23
17. „Inconceivable?” – 1:06
18. „Worlds Apart” – 1:24
19. „Obstinate Direction” – 1:01
20. „Mentally Murdered„ – 2:13
21. „Sometimes” – 1:06
22. „Make Way!” – 1:36
23. „Musclehead” – 0:50
24. „Your Achievement” – 0:06
25. „Dead” – 0:05
26. „Morbid Deceiver” – 0:45
27. „The Curse” – 3:17

## Twórcy
- Lee Dorrian – śpiew
- Bill Steer – gitara elektryczna
- Shane Embury – gitara basowa
- Mick Harris – perkusja